# Populus tremula
Il pioppo tremolo (Populus tremula L.) è un albero della famiglia delle Salicaceae.

## Descrizione
La sua altezza si aggira sui 20–25 m, ha fusto diritto e slanciato ed una chioma di forma globulare che può raggiungere i 3-4 m di diametro. Le sue foglie sono semplici, romboidali e appuntite, caduche, non-opposte, a margini non-interi (dentatura grossolana). Le turionali hanno picciolo a forma cilindrica, mentre le brachiblastali hanno forma tondeggiante con picciolo leggermente schiacciato ai lati che le rende particolarmente mobili al minimo soffio di vento. È diviso in piante maschili e femminili. Le infiorescenze maschili sono rossicce alla fioritura, quelle femminili originano piccoli frutti ovoidali con la maturazione dei quali avviene la disseminazione tramite anemocoira. Il suo fogliame sempre in movimento e la corteccia argentea, solcata di nero carbone, permettono di usarlo anche per i giardini. Il suo tronco non diventa mai molto grosso, perciò non è interessante per il legname. Può però trovare impiego per la fabbricazione di pasta da carta e fiammiferi. La corteccia delle piante giovani contiene tannino, utilizzato per la concia della pelli.

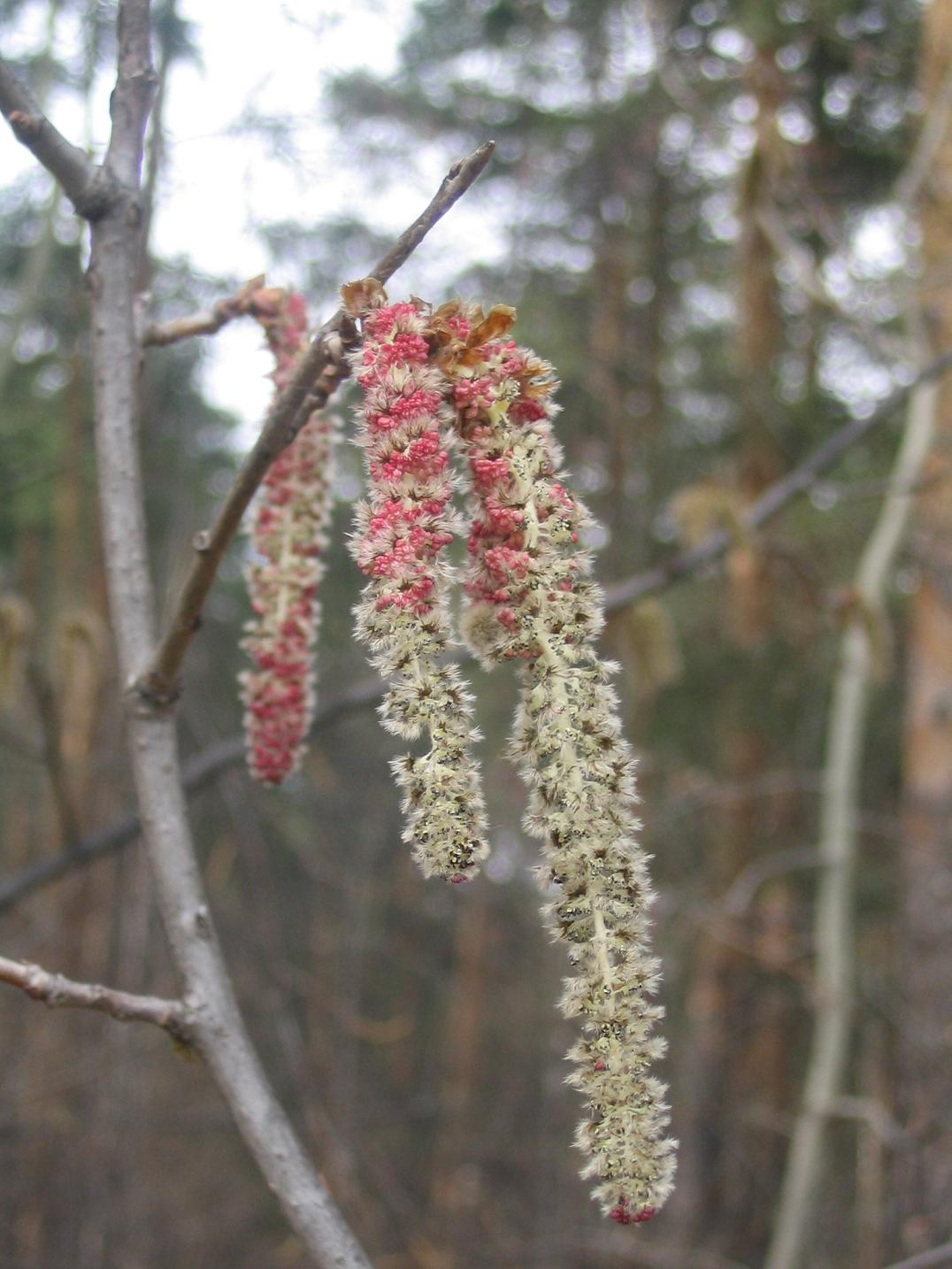
Infiorescenza maschile
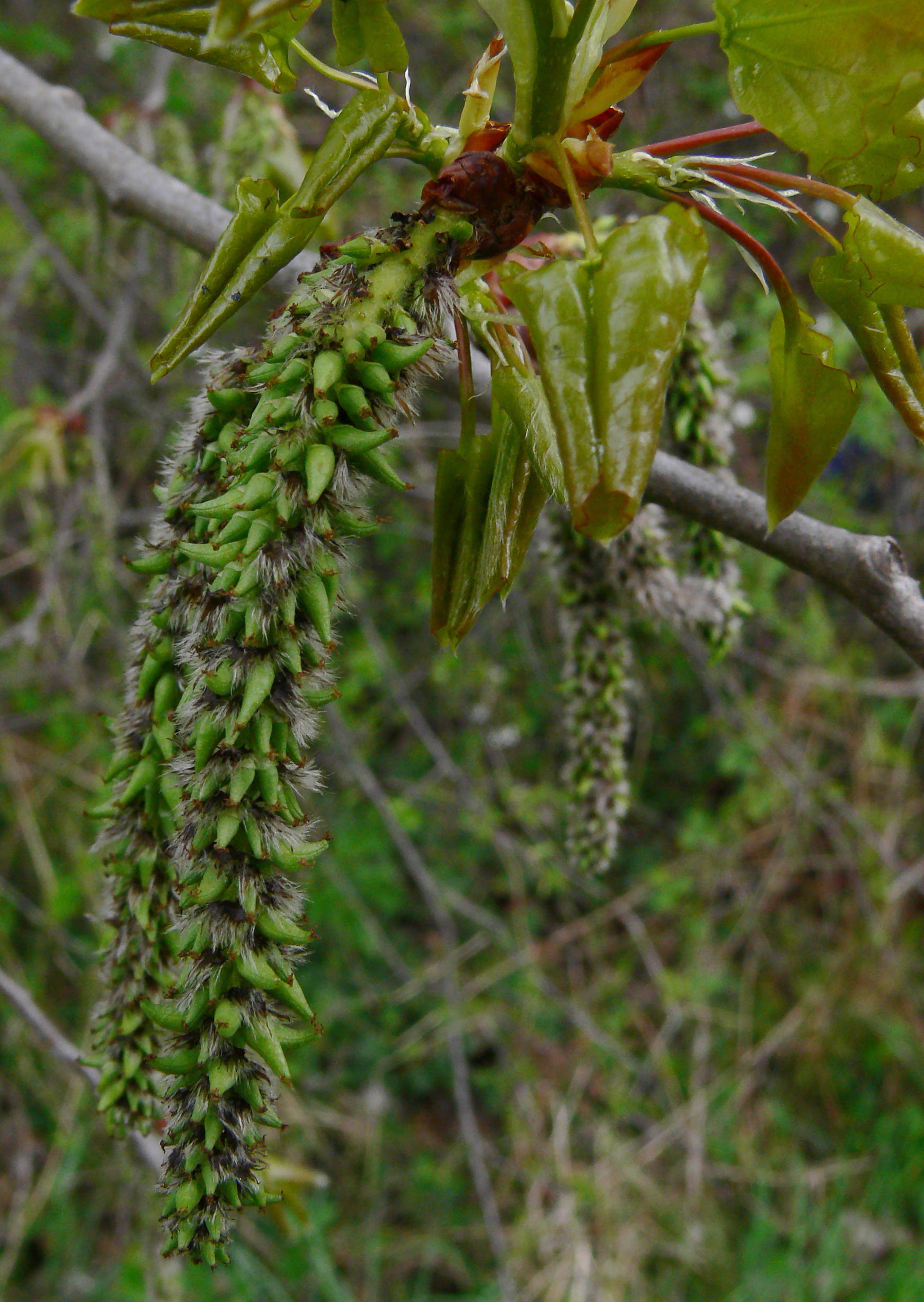
Infiorescenza femminile

## Distribuzione e habitat
Il pioppo tremolo cresce in tutta Europa, ma lo si può trovare anche in alcune zone del Nordafrica e in Asia. 
In Italia è presente sulle Alpi fino ad un'altezza di 1 600 m e sugli Appennini fino a 1 800 m; in alcune zone, inoltre, lo si può trovare anche a poche centinaia di metri dal mare. Una popolazione nativa è presente in Sicilia, sull ' Etna, e costituisce la stazione più a sud d'Italia (fonte: F. La Carrubba, guida naturalistica). 

## Varietà
In Italia se ne conoscono attualmente tre varietà: dodeana, con foglie molto dentellate, australis, con foglie arrotondate e piccole, e villosa, con foglie che da giovani si presentano pelose.

## Coltivazione
La pianta produce frequentemente polloni che formano nuovi alberi: il pioppo tremulo è un pioniere nella colonizzazione di nuovi terreni e, specialmente nelle Alpi e nell'Appennino, si usa per il consolidamento di pendici franose.

## Fiore di Bach
Il pioppo tremolo (sotto la denominazione inglese di "aspen") è uno dei fiori di Bach, 38 rimedi naturali individuati dal medico britannico Edward Bach, che attribuiva a questa pianta proprietà derivanti dalle antiche tradizioni celtiche e greche che la ricollegavano al mondo dell'aldilà. Bach consigliava l'assunzione dell'essenza di aspen a coloro che hanno paura del buio, che soffrono di sonnambulismo, insonnia, risvegli notturni o incubi, nonché ai soggetti interessati da visioni e altri fenomeni paranormali.